# 里卡尔多·费里
里卡尔多·费里（義大利語：Riccardo Ferri，1963年8月20日—），意大利男子足球运动员。他曾代表意大利参加1990年国际足联世界杯。他也曾参加1984年夏季奥林匹克运动会。